# Stesichoros
Stesichoros (Oudgrieks: Στησίχορος) of Stesichorus (~640 v. Chr - Catania, ~555 v. Chr) was een Grieks lierdichter uit de archaïsche periode (7e en 6e eeuw v.Chr.)
Zijn eigenlijke naam was Teisias, maar hij is bekend onder zijn bijnaam, een eretitel eigenlijk (Stesi-choros = koor-organisator). Hij werd geboren in Zuid-Italië omstreeks 640 v.Chr., maar leefde meestal in Himera aan de noordkust van Sicilië. Hij overleed in Catania rond 555 v.Chr.
In zijn gedichten behandelde Stesichoros epische thema's (de Trojaanse sagen, de Argonauten, enz.) op lyrische wijze: de epische stof heeft hij zodanig bewerkt dat hij rechtstreeks invloed heeft uitgeoefend op de klassieke tragedieschrijvers. Daarbuiten behandelde hij ook nog populaire, romantische motieven zoals de zelfdoding van een afgewezen geliefde.
- Bibsys: 90624741
- Biblioteca Nacional de España: XX1243815
- Bibliothèque nationale de France: cb12256827h (data)
- Catàleg d'autoritats de noms i títols de Catalunya: 981058615341806706
- CiNii: DA05752750
- Gemeinsame Normdatei: 118617966
- International Standard Name Identifier: 0000 0001 0655 1389
- Library of Congress Control Number: n81003957
- Nationale Bibliotheek van Tsjechië: mzk2010611259
- Nationale Bibliotheek van Israël: 987007270921205171
- Nederlandse Thesaurus van Auteursnamen: 069958432
- Réseau des bibliothèques de Suisse occidentale: 02-A000155731
- Istituto Centrale per il Catalogo Unico: CFIV027000
- LIBRIS: 287048
- Système universitaire de documentation: 031333206
- Virtual International Authority File: 282509558